# Мураневич, Александр Иович
Александр Иович Мураневич (?—?) — предприниматель, потомственный почётный гражданин; идеолог экономического проникновения России на Балканы.
Родился в семье священника. После окончания Кишинёвской духовной семинарии в сентябре 1874 года он поступил на юридический факультет Новороссийского университета.
А. И. Мураневич был инициатором активного развития торговли с придунайскими странами. Им была создана фирма «Русско-Балканская торговля». В своей книге — «Русско-Балканский торговый вопрос и некоторые полезные для путешественника сведения о наиболее важных путях сообщения по Балкану, о главных пунктах Болгарии, Восточной Румелии, Сербии, Румынии и о городе Константинополе» (М.: тип. Т. Рис, 1885. — X, 244, II с.) — он указывал, что расширение торговли с придунайскими странами сдерживает «полное незнакомство русского купечества с главнейшими балканскими странами». Из девяти русских консулов на Балканском полуострове лишь трое откликнулись на его просьбу и доставили просимые Мураневичем сведения. В результате обращения Мураневича к московскому купечеству, при содействии Аксакова и Скобелева, была организована на Балканы торговая экспедиция. Её результаты не произвели должного впечатления: «На собрании у Морозова купцы бегло посмотрели на образцы привезённых товаров и, после нескольких „охов“ и „ахов“ о трудности конкуренции, принялись пить чай и говорить о … кавказском транзите». Тем не менее Муранович продолжал развивать инициативу: он составил проект общественного пароходства по Дунаю, пытался привлечь Губонина к строительству болгарских железных дорог; даже уговорил князя Кантакузена отдать подряд для болгарской армии русским купцам, которые однако не проявили настойчивости и он ушёл к австрийцам. В конце концов, одесский комитет торговли и мануфактур посчитал, что проект торговли России с Болгарией представляет «материальные выгоды для участников сомнительные и во всяком случае достижимые лишь через продолжительный промежуток времени».
Мураневич был одним из учредителей Общества славяно-русского хорового пения в Одессе. Он также интересовался вопросами семьи — рассуждения его были весьма категоричны и вызывали бурю негодования; являясь противником равноправия, он утверждал, что «ни одно право женщины, противоречащее благу и основным целям семьи, не может быть почитаемо правом» и считая, что женщина по физическими и умственным способностям гораздо ниже мужчины, призывал лишь к укреплению «в ней духовно-нравственных начал».
Кроме книги «Русско-Балканский торговый вопрос» (М., 1885) им были напечатаны:
- Онемечение славян (О настоящем положении Балканского полуострова и практических мерах сближения России со славянами). — Одесса: М. В. Новикова, 1889. — 38 с.
- Общество славяно-русского хорового пения в Одесса. Докл. А. И. Мураневича. — Одесса: тип. Акц. Южн.-Рус. о-ва печ. дела, 1898. — 22 с.
- Народная песня как средство духовного сближения славян. — Одесса: тип. Акц. Южно-рус. о-ва печ. дела, 1900. — 46 с.
- Современная женщина в семье. — Одесса: Р. А. Доляновский и В. М. Курдиновский, 1901. — 16 с.
- Семья и женщина. — Одесса: Экон. лит., ценз. 1902. — 48 с.
  - Семья и женщина. — СПб.: Издание княг. Е. П. Голицыной, 1906. — 64 с.
- Всероссийское семейное обновление на религиозно-нравственных и хозяйственных началах. — Москва: Унив. тип., 1906. — [2], 20 с.
- Пьяный вопрос. — 1-е изд. — Житомир: Е. А. Синькевич, 1908. — 16 с.
  - О вреде пьянства. — 2-е изд. — Ростов-на-Дону: М. И. Антонова, 1911. — 15 с.
- Наши благотворительницы. — 3-е изд. — Киев: тип. А. И. Гроссман, 1913. — 13 с